# Cantone di Saint-Doulchard
Il Cantone di Saint-Doulchard è una divisione amministrativa dell'arrondissement di Bourges.
A seguito della riforma approvata con decreto del 21 febbraio 2014, che ha avuto attuazione dopo le elezioni dipartimentali del 2015, non ha subìto modifiche.

## Composizione
Comprende i comuni di:
- La Chapelle-Saint-Ursin
- Marmagne
- Saint-Doulchard